# Det Danske Jazzcenter
Det Danske Jazzcenter (JC) var en selvejende institution, som blev grundlagt af trompetist og organisator Arnvid Meyer (1927-2007) i 1970.
Frem til centrets lukning i 1997 spillede JC, som havde til huse i Rønnede på Sydsjælland, en central i rolle i dansk musikliv generelt og i jazzsammenhæng i særdeleshed.

## Centrets opgaver
Centrets primære opgaver bestod i indsamling, bevaring, forskning og formidling vedrørende alle former for jazzmateriale. Derudover stod JC for en lang række musikaktiviteter, såvel nationalt som internationalt.
Blandt aktiviterne var jazzstævner, kurser, prisuddelinger, foredragsvirksomhed og konferencer. Det primære fokus var på Danmark, men i forlængelse af jazzens internationale karakter var arbejds- og interesseområdet tilsvarende bredt.

## Lukning
JC lukkede i 1997.
Efter lukningen er samlingerne blev for størstedelens vedkommende overført til Syddansk Universitetsbibliotek (primært lyd- og videosamlingen samt et minder antal bøger og tidsskrifter og en række personsamlinger) og Det Kongelige Bibliotek (de meget omfattende person- og sagsarkiver, al dokumentation af JC's aktiviteter og størstedelen af plakatsamlingen, udklipssamlingen, node- og manuskriptsamlingen, samt diverse personsamlinger), mens en mindre del blev overtaget af Dansk Jazzforbund, som tillige overtog en del af funktionerne.

## Eksterne links
- Jazzsamlingerne ved Syddansk Universitetsbibliotek Arkiveret 8. september 2012 hos  Wayback Machine
- Jazzsamlingerne på Det Kongelige Bibliotek Arkiveret 21. oktober 2012 hos  Wayback Machine

|  | Denne artikel kan blive bedre, hvis der indsættes geografiske koordinater Denne artikel omhandler et emne, som har en geografisk lokation. Du kan hjælpe ved at indsætte koordinater i wikidata. |